# 電腦蜂鳴器
电脑蜂鸣器（英語：PC Speaker），又稱為主板揚聲器，是一種內建於大部份IBM PC的主機板上的微型扬声器。最早期的IBM PC 5150採用標準的2.25英吋磁力式揚聲器，但現代化的電腦更多採用的是壓電式揚聲器。由於早期的個人電腦未必有安裝音效擴充卡或電腦喇叭，而电脑蜂鸣器依然可以在缺少上述設備的情況下，讓軟體或韌體提供聽覺上的訊息給使用者，例如在POST時回報發生的錯誤。

## 用途

### BIOS錯誤代碼
即便顯示卡發生故障或是RAM未正確安裝以致於無法初始化顯示，以致無法提供視覺上的錯誤說明，但只依賴ROM與CPU的电脑蜂鸣器仍可正常運作，因此可以用於回報在開機過程中發生的錯誤。它可以透過「嗶」聲的排列組合來代表特定的錯誤代碼，而代碼的意義則基於不同的BIOS製造商，可能會有不同含義。

### 遊戲
1990年代的很多电脑游戏使用蜂鸣器做出複音音樂的效果。

### 其他程序
不少其他程序都可以使用蜂鸣器。
Windows和Linux有用蜂鸣器播放任何PCM音频的驱动程序，是通过精准计时用脉冲宽度调变实现。

## 插腳

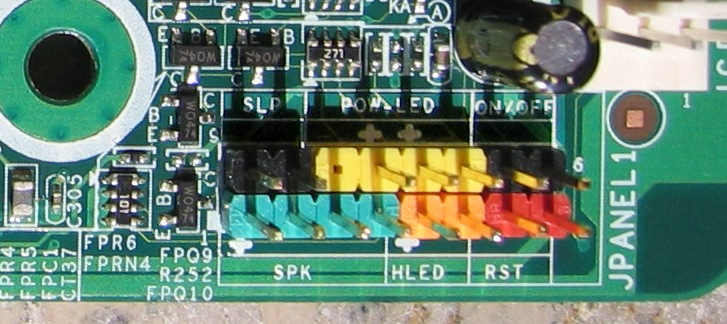
主機板上的电脑蜂鸣器連接點(標示為SPK)

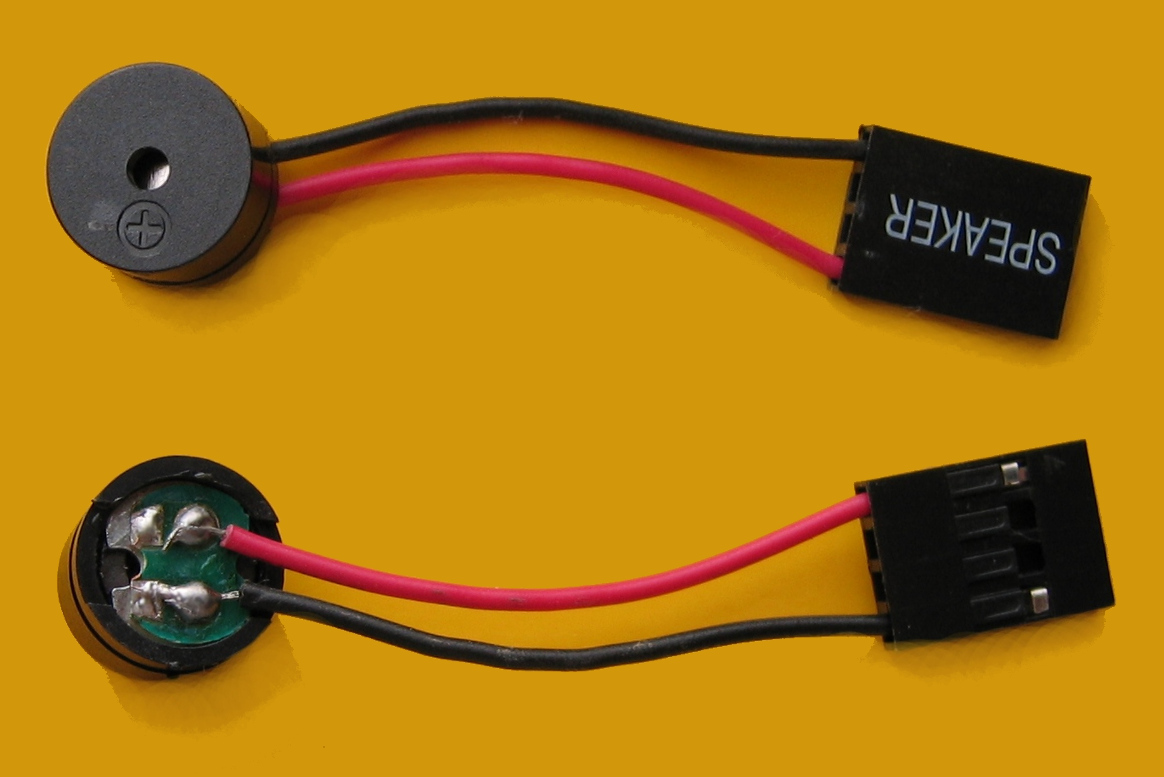
4pin 2線的电脑蜂鸣器

在某些早期的主機板上，电脑蜂鸣器可能是直接焊接在主機板上，而另一種情況則是透過電線連接到主機板上標示為SPEAKER或SPKR的接點。
| 編號 | 名稱  | 功能         |
| ---- | ----- | ------------ |
| 1    | -SP   | 負極         |
| 2    | GND   | 接地         |
| 3    | GND   | 接地         |
| 4    | +SP5V | 正極，+5V DC |

## 脉冲宽度调变
电脑蜂鸣器原先是用来播放方波声音，由0 V和5 V的电压来回驱动。不过如果小心地计算脉冲时间，并借助蜂鸣器的一些物理特性，就可以用脉冲宽度调变的技术得到中间的波形，相当于一个简陋的数字模拟转换器。